# Григорий Котовский
Григорий Иванович Котовски (24 (12) юни 1881 – 6 август 1925 г.) е руски авантюрист, съветска военна и политическа фигура и участник в Руската гражданска война. Той прави кариера от гангстер и банков обирджия, преди да стане командир в Червената армия и член на Централния изпълнителен комитет на Съветския съюз.

## Ранен живот
Котовски е роден в губерния Бесарабия, син на машинен инженер. Официално Котовски твърди, че е роден през 1887 година и има петима братя и сестри. Баща му е руски гражданин от полски произход, а майка му етническа рускиня. По произход Котовски е родом от аристократично полско семейство от Камянец-Подолски. Дядо му е уволнен от руската служба поради връзки с членовете на полското въстание и в крайна сметка фалира. Баща му е принуден да се премести в Бесарабия и да стане руски гражданин. Котовски страда от подчертано заекване и е левичар. На 2-годишна възраст той губи майка си, а на 16 и баща си. Котовски е отгледан от неговата кръстница, София Шале, дъщеря на белгийски инженер и приятел на бащата на Котовски. Негов кръстник е поземления собственик арменеца Манук бей, който подпомага и подкрепя обучението на Котовски в Земеделския колеж „Кукурузени“. В крайна сметка Манук бей възнамерява да изпрати своя кръщелник в Германия на напреднали земеделски курсове, но плановете са променени от смъртта му през 1902 г.
Докато учи в селскостопанския колеж, Котовски се включва в местния политически клуб на социалистическите революционери. След дипломирането си през 1900 г. започва работа като помощник на управител на имоти, но не за дълго. Котовски е уволнен за различни кражби, корупция и други престъпления. С началото на Руско-японската война той не се отзовава на своята военна станция за военна служба. През 1905 г. е арестуван за укриване от военна служба и изпратен в 19-ти пехотен Костромски полк със седалище в Житомир.
Скоро той дезертира от военните си задължения и организира собствена престъпна банда, провеждайки набези, подпалвайки имения, обирайки и тероризирайки местното богато население. На 18 януари 1906 г. Котовский е окончателно арестуван, но шест месеца по-късно успява да избяга от затвора в Кишинев. На 24 септември 1906 г. той отново е арестуван и осъден на 12 години каторга. Котовский излежава присъдата си в Нерчинск каторга до 1911 година, а след това в различни затвори в Руската империя – в Елизаветград, в Смоленск и в Орлов. В каторгата Котовский си сътрудничи с ръководството на затвора и е натоварен с 10-членен екип от строителни работници, които строят железопътна линия. През 1913 г. той кандидатства за амнистия в чест на 300-годишнината от династията Романови. Решено е обаче амнистията да не се разпространява върху бандити и на 27 февруари 1913 г. Котовский успява да избяга от каторгата и да се върне у дома в Бесарабия.
Отначало той живее в нелегалност, работи като товарач и върши неквалифицирана, тежка работа. Скоро след това Котовский организира престъпна банда под свое ръководство. Един от най-известните му подвизи е успешната кражба от държавната хазна в Бендер, Молдова. На 25 юни 1916 г. Котовский не успява да избяга от полицията след поредното нападение и е заобиколен от отряд тайни полицаи, ранен е в гърдите и е арестуван. Одеският военен окръжен съд го осъжда на смърт чрез обесване. В смъртната присъда Котовски пише покаятелни писма и моли да бъде изпратен на фронтовите линии в бушуващата Първа световна война. След абдикацията на Николай II в затвора в Одеса избухва бунт, след което затворът се самоуправлява от затворници, а руското временно правителство обявява широка политическа амнистия за освобождаването на всички затворници.

## Революционни дни
По време на последната част от Първата световна война Котовский е изпратен на румънския фронт. През 1918 г. той застава на страната на комунистите в Тираспол, поема командването на революционен батальон и помага на болшевиките да постигнат контрол над Украйна. През 1920 г. Котовский се присъединява към болшевишката партия. През 1924 г. той участва активно в основаването на Молдовската автономна съветска социалистическа република в Приднестровието, като част от Украинската ССР.
Котовский е убит близо до Одеса от неговия заместник и приятел Сейдер Майер, защото е имал връзка със съпругата на последния през 1925 г. След това е погребан в мавзолей в Бирзула, който е преименуван на Котовск през 1935 г. и включен в новосъздадената Одеска област. По-късно мавзолеят е разрушен от румънските войски по време на Втората световна война – Приднестровието (Втората световна война). През май 2016 г. Котовск беше преименуван на Подилск и Котовски район – Подилски район, за да се съобрази със законите от 2015 г., забраняващи имена от комунистически произход. 
Други два града в Съветския съюз също са наречени Котовск. Един от тях е родният му Хинцешти, който възвръща предишното си име през 1990 година. Другият е в Тамбовска област, Русия.